# Erhard Dorsch

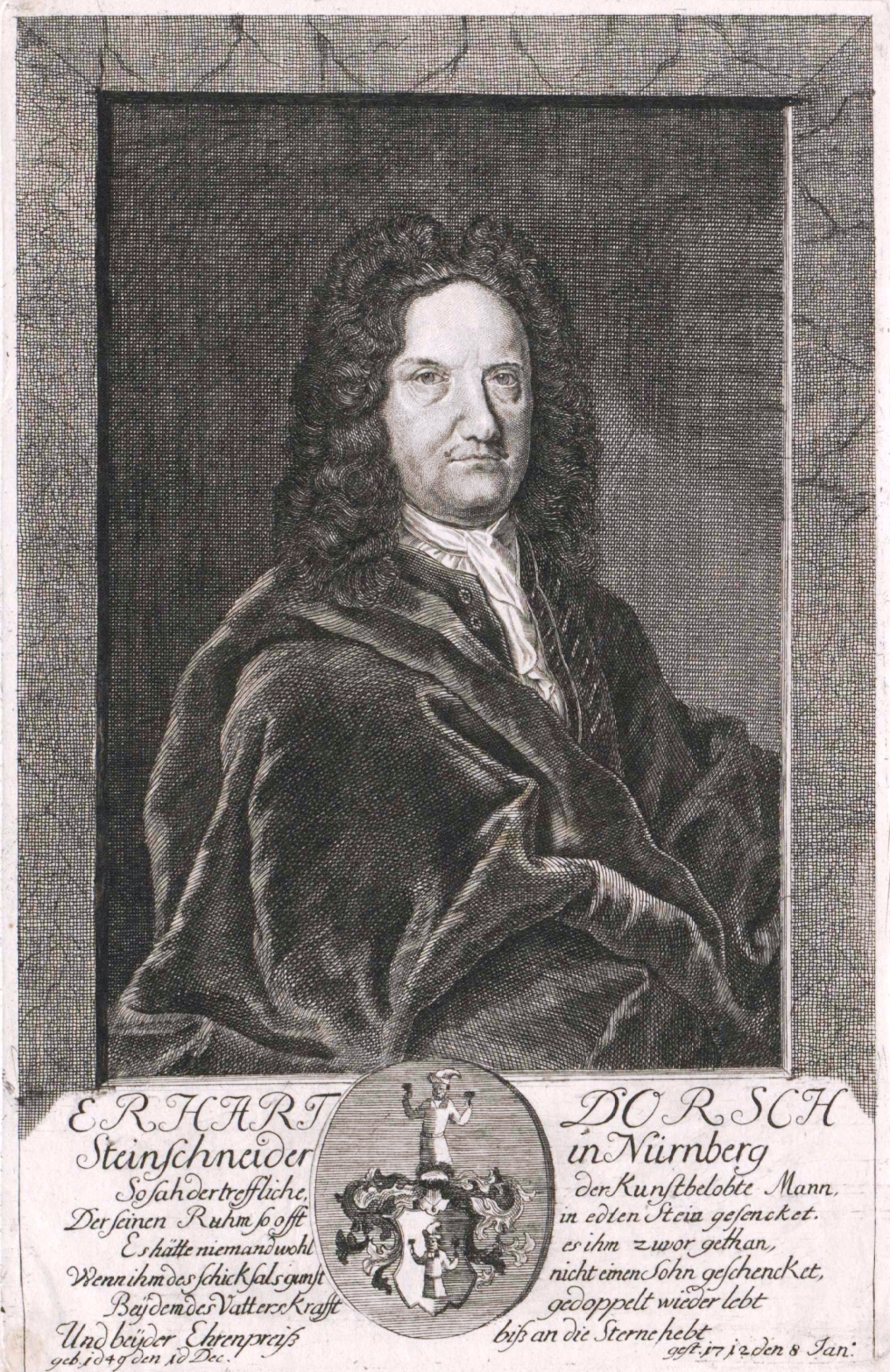
Erhart Dorsch

Erhard Dorsch (auch Erhart, * 16. Dezember 1649; † 12. Januar 1712) war ein deutscher Siegel-, Wappen- und Glasschneider.
Erhard Dorsch (der Ältere) war ein Sohn des Rotschmiedes Johann Dorsch. Er war ein berühmter Wappensteinschneider in Nürnberg und Schüler von Stephan Schmidt, Christian Moller (1623–1674) und Tobias Spangenberger.
Erhard Dorsch heiratete 1674 Maria Catharina Müller. Sein Sohn Christoph (1676–1732) war Stempelschneider in Nürnberg.